# Parlamentswahlen im Treuhandgebiet Pazifische Inseln 1965
Die Parlamentswahlen im Treuhandgebiet Pazifische Inseln 1965 (1965 Trust Territory of the Pacific Islands Parliamentary elections) wurden am 19. Januar 1965 im Treuhandgebiet Pazifische Inseln durchgeführt.

## Hintergrund
Am 28. September 1964 wurden vom Innenministerium der Vereinigten Staaten Verfassungsänderungen für das Treuhandgebiet Pazifische Inseln umgesetzt. Ein Congress of the Trust Territory of the Pacific Islands in Zweikammersystem wurde gegründet. In diesem System hatte das House of Delegates (später: „Senate“) 12 Mitglieder, jeweils zwei Mitglieder aus jedem der sechs Distrikte und die General Assembly (später: „House of Representatives“) 21 Mitglieder mit Sitzen, welche jedem Distrikt nach dessen Bevölkerung zugemessen wurden. Fünf von Truk, vier von den Marshallinseln und Ponape, drei von den Nördlichen Marianen und Palau und zwei von Yap. Damit wurde das vorausgehende Council of Micronesia aufgelöst, welches außerhalb des Trust Territory in Guam stationiert gewesen war.
Zukünftige Wahlen sollten alle zwei Jahre im November in den Jahren mit geraden Zahlen stattfinden, und alle Mitglieder der General Assembly und jeweils die Hälfte des House of Delegates sollten bei jeder Wahl neu gewählt werden. In den Wahlen 1965 wurde die Hälfte der Delegates (einer aus jedem Distrikt) auf eine Amtszeit bis Januar 1967 gewählt (für die Wahlen 1966) und die andere Hälfte auf eine Amtszeit bis Januar 1969 (für die Wahlen 1968).

## Wahlkampf
94 Kandidaten traten bei den Wahlen an. 28 von ihnen stellten sich für die Wahlen zum House of Delegates: sechs jeweils in Palau und Ponape und vier in den Marshallinseln, Marianen, Truk und Yap. Obwohl die Wahl auch dann stattfinden sollte, wenn nur ein Kandidat antrat, führte ein Missverständnis dazu, dass Bethwel Henry ohne Widerstand auch ohne eine Stimme die Wahl gewann.

## Ergebnisse
Von 41.473 vermuteten Wahlberechtigten registrierten sich 35.506. Von diesen stimmten 25.079 ab.

### House of Delegates
| Distrikt                                         | Mitglied         | Amtszeit |
| ------------------------------------------------ | ---------------- | -------- |
| Marianas                                         | Olympio T. Borja | 4 Jahre  |
| Marianas                                         | Jose R. Cruz     | 2 Jahre  |
| Marshalls                                        | Isaac Lanwi      | 4 Jahre  |
| Marshalls                                        | Amata Kabua      | 2 Jahre  |
| Palau                                            | John O. Ngiraked | 4 Jahre  |
| Palau                                            | Roman Tmetuchl   | 2 Jahre  |
| Ponape                                           | Bailey Olter     | 4 Jahre  |
| Ponape                                           | Eliuel Pretrick  | 2 Jahre  |
| Truk                                             | Tosiwo Nakayama  | 4 Jahre  |
| Truk                                             | Andon Amaraich   | 2 Jahre  |
| Yap                                              | Francis Nuuan    | 4 Jahre  |
| Yap                                              | Joseph Tamag     | 2 Jahre  |
| Source: Annual Report, TTPI, TTPI (google books) |                  |          |

### General Assembly
| Distrikt                                         | Wahlkreis     | Mitglied            |                     |
| ------------------------------------------------ | ------------- | ------------------- | ------------------- |
| Marianen                                         | 1st District  | Benjamin Manglona   | Benjamin Manglona   |
| Marianen                                         | 2nd District  | Manuel D. Muna      | Manuel D. Muna      |
| Marianen                                         | 3rd District  | Juan A. Sablan      | Juan A. Sablan      |
| Marshallinseln                                   | 4th District  | Namo Hermios        | Namo Hermios        |
| Marshallinseln                                   | 5th District  | Henry Samuel        | Henry Samuel        |
| Marshallinseln                                   | 6th District  | Dwight Heine        | Dwight Heine        |
| Marshallinseln                                   | 7th District  | Atlan Anien         | Atlan Anien         |
| Palau                                            | 8th District  | Lazarus Salii       | Lazarus Salii       |
| Palau                                            | 9th District  | Sadang Ngiraeherang | Sadang Ngiraeherang |
| Palau                                            | 10th District | Jacob Sawaichi      | Jacob Sawaichi      |
| Ponape                                           | 11th District | Elias Robert        | Elias Robert        |
| Ponape                                           | 12th District | Bethwel Henry       | Bethwel Henry       |
| Ponape                                           | 13th District | Max Iriarte         | Max Iriarte         |
| Ponape                                           | 14th District | Olter Poll          | Olter Poll          |
| Truk                                             | 15th District | Smart Lampson       | Smart Lampson       |
| Truk                                             | 16th District | Petrus Mailo        | Petrus Mailo        |
| Truk                                             | 17th District | Soukichi Fritz      | Soukichi Fritz      |
| Truk                                             | 18th District | Mitaro Danis        | Mitaro Danis        |
| Truk                                             | 19th District | Chutomu Nimues      | Chutomu Nimues      |
| Yap                                              | 20th District | Luke Tman           | Luke Tman           |
| Yap                                              | 21st District | John N. Rugulimar   | John N. Rugulimar   |
| Source: Annual Report, TTPI, TTPI (google books) |               |                     |                     |

## Folgen
Nach der Wahl wurde Tosiwo Nakayama zum Präsidenten des House of Delegates gewählt.
Am 15. Oktober 1965 trat Dwight Heine aus dem Kongress zurück, um das Amt des District Administrator of the Marshall Islands zu übernehmen. Eine Nachwahl wurde im Februar und April 1966 durchgeführt und Ekpap Silk wurde gewählt. Smart Lampson verstarb am 13. Juni 1966; Naosy Pitiol wurde zum Acting Truk District Administrator ernannt, um seine Amtszeit auszufüllen.